# Terry Butler
Terry Butler (Tampa, 10 novembre 1967) è un bassista statunitense, attualmente membro della band death metal Obituary.
In passato è stato più volte membro dei Massacre, dei Death (in Spiritual Healing) e dei Six Feet Under.
Con i Death è apparso, assieme al chitarrista Chuck Schuldiner, in un numero della rivista Rock Hard nel dicembre 1991.

Dopo essere entrato nei Six Feet Under, egli disse, per giustificare questa sua scelta: